# Lomná
Lomná é um município da Eslováquia, situado no distrito de Námestovo, na região de Žilina. Tem 21,56 km² de área e sua população em 2018 foi estimada em 931 habitantes.

## Demografia
| Ano:        | 1994 | 2004    | 2014    | 2024   |
| ----------- | ---- | ------- | ------- | ------ |
| Broj ljudi: | 700  | 785     | 887     | 966    |
| Razlika:    |      | +12,14% | +12,99% | +8,90% |

| Ano:               | 2023 | 2024   |
| ------------------ | ---- | ------ |
| Número de pessoas: | 961  | 966    |
| Diferença:         |      | +0,52% |